# 亞克連島

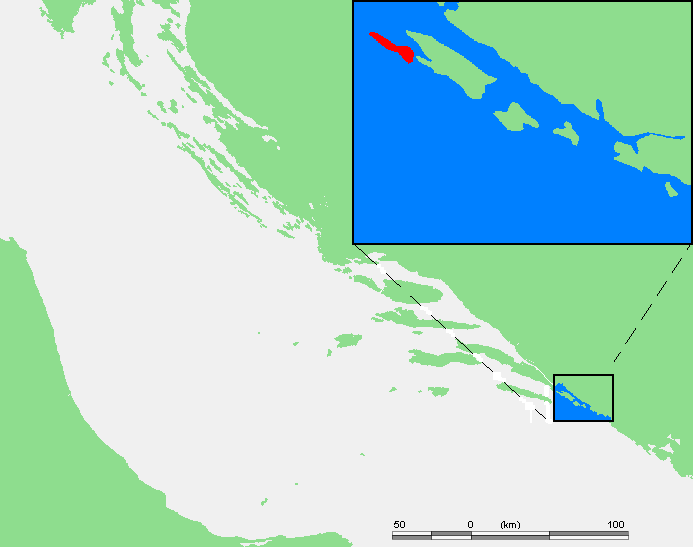

亞克連島是克羅地亞的島嶼，位於杜布羅夫尼克西北面的亞得里亞海，面積3.4平方公里，海岸線長度14.6公里，最高點海拔高度222米，島上無人居住。

## 外部連結
- Jakljan （页面存档备份，存于） at peljar.cvs.hr （克羅埃西亞文）